# Zollspitze
Die Zollspitze (auch: Zollkopf) ist ein 3024 m ü. A. hoher Berggipfel der Glocknergruppe in Osttirol. Die erste Besteigung über den Südanstieg bzw. den Ostgrat ist vom 13. August 1927 durch K. Folta und R. Neumann dokumentiert.

## Lage
Die Zollspitze liegt im Süden der Glocknergruppe in der Kernzone des Nationalparks Hohe Tauern. Sie befindet sich im Nordosten der Gemeinde Kals am Großglockner. Das Felsmassiv der Zollspitze stürzt nach Norden steil ab, im Süden laufen die Abhänge flacher ins Rumesoikar. Der Ostgrat der Zollspitze verläuft zum Salzkogel (auch: Fruschnitzkopf) (2986 m ü. A.), wobei Zollspitze und Salzkogel von der Unteren Fruschnitzscharte (2901 m ü. A.) getrennt werden. Südöstlich liegt unweit des Zollspitzen-Ostgrats der Rumesoikopf (3001 m ü. A.). Nächstgelegene Schutzhütten sind im westlichen Kalser Dorfertal das Kalser Tauernhaus und östlich die hoch über dem Tal des Teischnitzbachs gelegene Stüdlhütte.

## Aufstiegsmöglichkeiten
Der Normalweg auf die Zollspitze führt ausgehend von der Straße zur im Kalser Tal gelegenen Moaralm am Fußweg ins Teischnitztal. Nach der Pifanghütte verläuft der Anstieg weglos in Richtung Nordwesten in die Untere Fruschnitzscharte, von der man am Osthang ohne Klettern den Gipfel erreicht. Der Anstieg am Ostgrat erfordert hingegen etwas Klettererfahrung (II). Der alternative Südanstieg führt von den Grauen Böden im Südosten über den Sattel zwischen dem Ostgrat und dem Rumesoikopf zum Ostgrat (II).